# Fluxo de carga
Fluxo de carga ou fluxo de potência,  ou load flow é o estudo de sistemas de potência em uma condição em regime permanente. É um estudo que demanda uma análise numérica extensa, que para grandes sistemas são necessárias técnicas simplificadas, como notação por unidade (pu) e componentes simétricas.
Trata-se de um problema matemático, formado por um conjunto de equações diferenciais parciais, cuja solução permite determinar os valores de tensão e potência em cada um dos pontos do sistema em estudo.
É a base dos estudos de sistemas elétricos de potência.
 Tipos de estudos 
 Matriz admitância (Ybus)
 Matriz impedância (Zbus)
 Métodos de resolução 
 Método de Newton-Raphson
 Método de Gauss-Seidel
- Método desacoplado rápido